# El Álbum de la Mujer: Periódico Ilustrado
El Álbum de la Mujer: Periódico Ilustrado  (Ciudad de México, 8 de septiembre de 1883 - 29 de junio de 1890) fue una publicación periódica dirigida al público femenino cuya propietaria y directora era Concepción Gimeno de Flaquer. Tuvo un suplemento La Crónica: periódico político, mercantil de noticias y avisos. cuyo director fue su marido Francisco de Paula Flaquer.

## Historia
El 8 de septiembre de 1883 empezó a publicarse en Ciudad de México El Álbum de la Mujer. Se anunció como periódico ilustrado. Estaba dirigido por su dueña, Concepción Gimeno de Flaquer. una española afincada en México desde hacía varios años.
La temática giraba en torno a la mujer con una perspectiva feminista. En él aparecen los mundos de la actividad femenina, la docencia, el arte, la maternidad y la música.
Las portadas mostraban litografías de Emilio Moreau y Hermano en las que aparecieron mujeres famosas tanto de la antigüedad como contemporáneas. En el primer número aparecía Juana Inés de la Cruz, Isabel la Católica en el segundo, en el tercero Juana de Arco y, a partir del cuarto ya aparecieron mujeres contemporáneas. como la cantante Ángela Peralta.
En sus secciones había reportajes de sociedad, estudios científicos y artículos literarios en los que colaboraron tanto escritores mexicanos como españoles. Así escribieron Rosario de Acuña,Emilio Castelar, Mesonero Romanos, Emilia Pardo Bazán,Joaquina García Balmaseda, Vicente Riva Palacio entre muchos otros.
Hubo artículos en los que había una intención social, la maestra y pedagoga Adela Riquelme de Trechuelo colaboró con una artículo llamado Influencia ejercida por la mujer en España en siete entregas cuyo tema principal era la necesidad de un reconocimiento de género que trascendiera la posición social. Por su parte, Luz de la Fuente y García abordó la situación de la obrera mexicana.
La escritora Carolina Coronado, a la que se dedicó la portada del número séptimo, publicó su novela por entregas La rueda de la desgracia. 
Fue también un difusor de la cultura hispana en México. Debajo del título, estaba incluido un epígrafe que decía: Cultura Hispano-Mexicana. En la parte superior se lee El Álbum de la Mujer y abajo, Ilustración Hispano-mexicana. En las página centrales había grabados de paisajes, edificios, monumentos tanto de México como de España de gran calidad.
El periódico aparecía los domingos. Se financiaba tanto con suscripciones como con la venta de espacio para publicidad- Dos páginas completas de las doce de que constaba, estaban dedicadas a anuncios.
Cesó la publicación por la vuelta de Gimeno Flaquer a España, donde continuaría su labor con El Álbum Ibero-Americano .